# Гомес, Хесус Алехандро
Хесу́с Алеха́ндро Го́мес Моли́на (исп. Jesús Alejandro Gómez Molina; родился 31 января 2002 года в Эрмосильо, Мексика) — мексиканский футболист, защитник клуба «Сантос Лагуна» и сборной Мексики. Выступает на правах аренды за клуб «Тихуана».

## Клубная карьера
Гомес — воспитанник клуба «Атлас». 23 января 2019 года в поединке Кубка Мексики против «Леонес Негрос» Хесус дебютировал за основной состав. 30 марта в матче против «Сантос Лагуна» он дебютировал в мексиканской Примере. Летом 2020 года Гомес на правах аренды перешёл в португальскую «Боавишту». 19 сентября в матче против «Насьонала Фуншал» он дебютировал в Сангриш лиге. По окончании аренды Гомес вернулся в «Атлас». 

## Международная карьера
В 2019 году в составе юношеской сборной Мексики Гомес выиграл юношеский чемпионата Северной Америки в США. На турнире он сыграл в матчах против команд Ямайки, Бермуд, Тринидада и Тобаго, Пуэрто-Рико, Сальвадора и Гаити.

## Достижения
Мексика (до 17)
- Юношеский кубок КОНКАКАФ — 2019